# Хајфа Вехбе
Хајфа Вехбе (на арапском هيفا وهبي) је популарна либанска поп певачица на Блиском истоку. Поред певања бави се глумом и манекенством. У арапском свету је позната по свом сексепилу, провокативном понашању и имиџу.

## Биографија
Хајфа је рођена у малом граду Махруна на југу Либана. Отац Надим Антар је Либанац, док је њена мајка Египћанка. Са породицом се преселила у либанску престоницу Бејрут. 
Била је прва пратиља у избору за Мис Либана, а до 1996. је већ била на преко 100 насловница магазина. Године 2002. издала је свој први албум Houwa El-Zaman (Време је) који је доживео одличан комерцијални успех, нарочито захваљујући хиту Akoul Ahwak (Кажем ти да те волим).
Хајфа је била прва арапска певачица која је наступила на италијанском државном каналу Раи Уно. У лето 2006. постала је заштитно лице Пепсија и појавила се заједно са Тијеријем Анријем на реклами која се приказивала на либанским каналима током Светског фудбалског првенства. Исте године била је на листи најлепших људи одабраних од стране популарног часописа Пипл.

## Приватан живот
Године 2005. била је верена за саудијског бизнисмена Тарика Ал Џафалија, али су раскинули веридбу због породичних неслагања. Четири године касније се удала за египатског бизнисмена Ахмеда Абу Хусеима, од кога се 2012. развела. Има једну ћерку..

## Дискографија

### Албуми
- Houwa El-Zaman (2002)
- Baddi Eesh (2005)
- Habibi Ana (2008)
- MJK (2012)

### Синглови
- Agoul ahwak
- Wa7di
- Ma Sar
- Ya 7ayat albi
- Bedi 3ich
- Ragab
- Ana Haifa
- Fakerni
- Ma Khadtesh Bali
- Leik el wawa
- Naughty
- Tigi Ezzay
- Mosh Adras Astana
- Ma t2oulch el 7ad
- Hasa Ma Bena
- Yaben el Halal
- Sanara
- Baba Fein/Lama El Shams Trawa7
- Enta Tany
- 80 Million Ehsas
- Yama Layali
- Boukra Bafarjik
- Ya Majnoun